# Werner Liebrich
Werner Liebrich (Kaiserslautern, 1927. január 18. – Kaiserlautern, 1995. március 20.) világbajnok német labdarúgó, hátvéd, majd edző. Tizenhatszor lépett pályára a nyugatnémet válogatott tagjaként.

## Pályafutása

### Klubcsapatban
1938-ban kezdte a labdarúgást az 1. FC Kaiserslautern csapatában, ahol egész pályafutása során játszott. Összesen 273 bajnoki mérkőzésen szerepelt és 25 gólt szerzett. 1962-ben vonult vissza az aktív labdarúgástól.

### A válogatottban
1951 és 1956 között 16 alkalommal szerepelt a nyugatnémet válogatottban. Tagja volt az 1954-es világbajnok csapatnak. A svájci világbajnokságon a csoportmérkőzések során ő okozta Puskás Ferenc sérülését, ami miatt Puskás a két következő mérkőzést kénytelen volt kihagyni, és csak a döntőn játszhatott újra, akkor sem teljesen egészségesen.

### Edzőként
1965-ben az 1. FC Kaiserslautern vezetőedzője volt.

## Sikerei, díjai
NSZK
- Világbajnokság
  - világbajnok: 1954, Svájc

 1. FC Kaiserslautern
- Nyugatnémet bajnokság
  - bajnok: 1951, 1953